# Letgallen (historisch volk)

Stamgebied van de Letgallen ca. 1200

De Letgallen of Lettigallen (Letgaals: latgalīši soms latgali; Lets: latgaļi, latgalieši) waren een middeleeuwse Oost-Baltische stam, wonend ten noorden van de rivier de Daugava.
Tegenwoordig wordt de naam meestal gebruikt om de bevolking uit de gelijknamige historische regio Letgallen aan te duiden, de moderne Letgallen.

## Geschiedenis

### Prehistorie
De Letgallen (Lettigalli of Letti) waren een Baltische stam die zich vanuit het gebied van de Geborsteldkeramiekcultuur in het zuidoosten in het voorheen door Lijven en verwante Fins-Oegrische volkeren bewoonde gebied vestigde. Taalkundige en genetische eigenschappen suggereren dat dit meer een proces van assimilatie dan van verdringing was. Later hebben zij zich nog enige mate vermengd met Slaven. 
Er zijn opgravingen verricht die heuvelforten, woningen aan het water en diverse typen graven hebben opgeleverd; deze dateren vanaf de 6e eeuw. Ze spraken Oud-Letgaals, dat later in het westen de basis vormde voor het moderne Lets, terwijl het zich in het oosten als apart dialect ontwikkelde. Dit dialect wordt nog steeds gesproken door een groot aantal oudere Letgallen en kent een gestandaardiseerde geschreven vorm. Sommigen beschouwen het daarom als een aparte taal.

### Middeleeuwen
Tussen de 10e en 12e eeuw was de regio Letgallen onderdeel van de vorstendommen Jersika en Tālava, welke ook gebieden van het huidige Vidzeme en Rusland omvatte. Deze waren evenals het in het huidige Vidzeme gelegen Koknese nauw verbonden met de Varjaagse vorsten van Polotsk, waardoor in ieder geval de regerende vorsten al onder de invloed van de Oosters-orthodoxe Kerk vielen. Mede om deze invloed te keren werden de Letgallen samen met de Lijven, Koeren en Selonen in het westen van het huidige Letland in de 13e eeuw veroverd door de Duitse kruisvaarders van de Orde van de Zwaardbroeders, die er het Pauselijke protectoraat "Terra Mariana" vestigden, later de Lijflandse Confederatie.